# India op de Olympische Spelen
India is een van de landen die deelneemt aan de Olympische Spelen. India debuteerde op de Zomerspelen van 1900, destijds onder de naam Brits-Indië als kolonie van het Verenigd Koninkrijk. Vierenzestig jaar later, in 1964, kwam het voor het eerst uit op de Winterspelen.
De resultaten tot en met 1936 worden door het IOC aan India toegekend, alhoewel formeel het Brits-Indië betrof, waarvan naast het huidige India ook Bangladesh en Pakistan deel uitmaakten.
Parijs 2024 was voor India de 26e deelname aan de Zomerspelen, in 2022 werd voor de elfde keer deelgenomen aan de Winterspelen.

## Medailles en deelnames
Er werden 41 medailles behaald (10-10-21), alle op de Zomerspelen. Deze werden in acht olympische sporten behaald; hockey (12), worstelen (7), schietsport (4), atletiek (3), badminton (3), boksen (3), gewichtheffen (2) en tennis (1).
Het mannen hockeyteam behaalde acht gouden, een zilveren en drie bronzen medailles. Hiervan werden zeven gouden medailles behaald tussen 1928-1964. Daarnaast werd in 1960 zilver en in 1968 en 1972 brons behaald. Een reeks van tien opvolgende edities waarin een medaille in het hockeytoernooi werd behaald werd in 1976 onderbroken. In 1980 werd volgde de achtste olympische titel en 41 jaar later op de Spelen van 2020 met brons de twaalfde medaille.
De negende gouden medaille – het eerste niet-hockeygoud – werd in 2008 behaald door schutter Abhinav Bindra op het onderdeel 10 meter luchtgeweer bij de mannen. Op de Spelen van 2020 volgde het tiende goud door atleet Neeraj Chopra bij het speerwerpen voor mannen.
Van de 35 medailles werden er acht door vrouwen behaald. Van deze acht werd de eerste op de Spelen van 2000 gewonnen bij het gewichtheffen waar Karnam Malleswari een bronzen medaille won bij de lichtzwaargewichten (-69 kg). In 2012 voegden Saina Nehwal (brons in het badminton enkelspel) en Mary Kom (brons in het boksen bij de vlieggewichten) er twee aan toe. In 2016 volgden de medailles van P. V. Sindhu (zilver in het badminton enkelspel) en Sakshi Malik (brons in het vrije stijl worstelen). Op de Spelen van 2020 volgde drie medailles, P. V. Sindhu won ditmaal brons in het enkelspel, boksster Lovlina Borgohain brons bij de weltergewichten en in het gewichtheffen Saikhom Mirabai Chanu bij de vlieggewichten.
Meervoudige medaillewinnaars
Van de hockeyers wonnen 31 mannen twee of meer medailles. Vier medailles werden door Leslie Claudius (3-1-0 van 1948-1960) en Udham Singh (3-1-0 van 1952-1964) behaald. Vijf mannen wonnen driemaal goud, Richard Allen, Dhyan Chand (1928-1936) en Ranganathan Francis, Randhir Singh Gentle, Balbir Singh sr. (1948-1956).
Individueel zijn de atleet Norman Pritchard (1900, tweemaal zilver), de worstelaar Sushil Kumar (brons in 2008 en zilver in 2012) en badmintonster P. V. Sindhu (zilver OS 2016, brons OS 2020) meervoudig medaillewinnaar.

### Overzicht
De tabel geeft een overzicht van de jaren waarin werd deelgenomen, het aantal gewonnen medailles en de eventuele plaats in het medailleklassement.
| Zomerspelen | Zomerspelen | Zomerspelen | Zomerspelen | Zomerspelen | Zomerspelen |        | Winterspelen | Winterspelen | Winterspelen | Winterspelen | Winterspelen | Winterspelen |
| Jaar        | Goud        | Zilver      | Brons       | Totaal      | Rang        | Jaar   | Goud         | Zilver       | Brons        | Totaal       | Rang         |              |
| 1900        | 0           | 2           | 0           | 2           | 18          |        |              |              |              |              |              |              |
| 1904        | -           | -           | -           | -           | -           |        |              |              |              |              |              |              |
| 1908        | -           | -           | -           | -           | -           |        |              |              |              |              |              |              |
| 1912        | -           | -           | -           | -           | -           |        |              |              |              |              |              |              |
| 1920        | 0           | 0           | 0           | 0           | -           |        |              |              |              |              |              |              |
| 1924        | 0           | 0           | 0           | 0           | -           | 1924   | -            | -            | -            | -            | -            |              |
| 1928        | 1           | 0           | 0           | 1           | 24          | 1928   | -            | -            | -            | -            | -            |              |
| 1932        | 1           | 0           | 0           | 1           | 19          | 1932   | -            | -            | -            | -            | -            |              |
| 1936        | 1           | 0           | 0           | 1           | 20          | 1936   | -            | -            | -            | -            | -            |              |
| 1948        | 1           | 0           | 0           | 1           | 22          | 1948   | -            | -            | -            | -            | -            |              |
| 1952        | 1           | 0           | 1           | 2           | 26          | 1952   | -            | -            | -            | -            | -            |              |
| 1956        | 1           | 0           | 0           | 1           | 24          | 1956   | -            | -            | -            | -            | -            |              |
| 1960        | 0           | 1           | 0           | 1           | 32          | 1960   | -            | -            | -            | -            | -            |              |
| 1964        | 1           | 0           | 0           | 1           | 24          | 1964   | 0            | 0            | 0            | 0            | -            |              |
| 1968        | 0           | 0           | 1           | 1           | 42          | 1968   | 0            | 0            | 0            | 0            | -            |              |
| 1972        | 0           | 0           | 1           | 1           | 43          | 1972   | -            | -            | -            | -            | -            |              |
| 1976        | 0           | 0           | 0           | 0           | -           | 1976   | -            | -            | -            | -            | -            |              |
| 1980        | 1           | 0           | 0           | 1           | 23          | 1980   | -            | -            | -            | -            | -            |              |
| 1984        | 0           | 0           | 0           | 0           | -           | 1984   | -            | -            | -            | -            | -            |              |
| 1988        | 0           | 0           | 0           | 0           | -           | 1988   | 0            | 0            | 0            | 0            | -            |              |
| 1992        | 0           | 0           | 0           | 0           | -           | 1992   | 0            | 0            | 0            | 0            | -            |              |
| 1996        | 0           | 0           | 1           | 1           | 71          | 1994   | -            | -            | -            | -            | -            |              |
| 2000        | 0           | 0           | 1           | 1           | 71          | 1998   | 0            | 0            | 0            | 0            | -            |              |
| 2004        | 0           | 1           | 0           | 1           | 65          | 2002   | 0            | 0            | 0            | 0            | -            |              |
| 2008        | 1           | 0           | 2           | 3           | 50          | 2006   | 0            | 0            | 0            | 0            | -            |              |
| 2012        | 0           | 2           | 4           | 6           | 55          | 2010   | 0            | 0            | 0            | 0            | -            |              |
| 2016        | 0           | 1           | 1           | 2           | 67          | 2014   | 0            | 0            | 0            | 0            | -            |              |
| 2020        | 1           | 2           | 4           | 7           | 48          | 2018   | 0            | 0            | 0            | 0            | -            |              |
| 2024        | 0           | 1           | 5           | 6           | 71          | 2022   | 0            | 0            | 0            | 0            | -            |              |
| Totaal      | 10          | 10          | 21          | 41          |             | Totaal | 0            | 0            | 0            | 0            |              |              |
| Tot. Z+W    | 10          | 10          | 21          | 41          |             |        |              |              |              |              |              |              |

### Per deelnemer
| Editie | Sport         | Olympiër                   | Onderdeel                              | Medaille |
| ------ | ------------- | -------------------------- | -------------------------------------- | -------- |
| 1900   | Atletiek      | Norman Pritchard           | 200 m (m)                              | Zilver   |
| 1900   | Atletiek      | Norman Pritchard           | 200 m horden (m)                       | Zilver   |
| 1928   | Hockey        | Olympisch team             | mannen                                 | Goud     |
| 1932   | Hockey        | Olympisch team             | mannen                                 | Goud     |
| 1936   | Hockey        | Olympisch team             | mannen                                 | Goud     |
| 1948   | Hockey        | Olympisch team             | mannen                                 | Goud     |
| 1952   | Hockey        | Olympisch team             | mannen                                 | Goud     |
| 1952   | Worstelen     | Kha-Shaba Jadav            | vrije stijl, bantamgewicht (m)         | Brons    |
| 1956   | Hockey        | Olympisch team             | mannen                                 | Goud     |
| 1960   | Hockey        | Olympisch team             | mannen                                 | Zilver   |
| 1964   | Hockey        | Olympisch team             | mannen                                 | Goud     |
| 1968   | Hockey        | Olympisch team             | mannen                                 | Brons    |
| 1972   | Hockey        | Olympisch team             | mannen                                 | Brons    |
| 1980   | Hockey        | Olympisch team             | mannen                                 | Goud     |
| 1996   | Tennis        | Leander Paes               | enkelspel (m)                          | Brons    |
| 2000   | Gewichtheffen | Karnam Malleswari          | lichtzwaargewicht (- 69 kg) (v)        | Brons    |
| 2004   | Schietsport   | Rajyavardhan Singh Rathore | dubbeltrap (m)                         | Zilver   |
| 2008   | Boksen        | Vijender Kumar             | middengewicht (tot 75 kg) (m)          | Brons    |
| 2008   | Schietsport   | Abhinav Bindra             | 10 m luchtgeweer (m)                   | Goud     |
| 2008   | Worstelen     | Sushil Kumar               | vrije stijl, lichtgewicht (-66 kg) (m) | Brons    |
| 2012   | Badminton     | Saina Nehwal               | enkelspel (v)                          | Brons    |
| 2012   | Boksen        | Mary Kom                   | vlieggewicht (v)                       | Brons    |
| 2012   | Schietsport   | Vijay Kumar                | 25 m snelvuurpistool (m)               | Zilver   |
| 2012   | Schietsport   | Gagan Narang               | 10 m luchtgeweer (m)                   | Brons    |
| 2012   | Worstelen     | Yogeshwar Dutt             | vrije stijl, -60 kg (m)                | Brons    |
| 2012   | Worstelen     | Sushil Kumar               | vrije stijl, -66 kg (m)                | Zilver   |
| 2016   | Badminton     | P. V. Sindhu               | enkelspel (v)                          | Zilver   |
| 2016   | Worstelen     | Sakshi Malik               | vrije stijl, -58 kg (v)                | Brons    |
| 2020   | Atletiek      | Neeraj Chopra              | speerwerpen (m)                        | Goud     |
| 2020   | Badminton     | P. V. Sindhu               | enkelspel (v)                          | Brons    |
| 2020   | Boksen        | Lovlina Borgohain          | weltergewicht (-69 kg) (v)             | Brons    |
| 2020   | Gewichtheffen | Saikhom Mirabai Chanu      | vlieggewicht (-48 kg) (v)              | Zilver   |
| 2020   | Hockey        | Olympisch team             | mannen                                 | Brons    |
| 2020   | Worstelen     | Ravi Kumar Dahiya          | bantamgewicht (-57 kg) (m)             | Zilver   |
| 2020   | Worstelen     | Bajrang Punia              | lichtgewicht (-65 kg) (m)              | Brons    |
| 2024   | Atletiek      | Neeraj Chopra              | speerwerpen (m)                        | Zilver   |
| 2024   | Hockey        | Olympisch team             | mannen                                 | Brons    |
| 2024   | Schietsport   | Manu Bhaker                | 10m luchtpistool (v)                   | Brons    |
| 2024   | Schietsport   | Manu Bhaker Sarabjot Singh | 10m luchtpistool team (g)              | Brons    |
| 2024   | Schietsport   | Swapnil Kusale             | 50 m kkg 3-houdingen (m)               | Brons    |
| 2024   | Worstelen     | Aman Sehrawat              | bantamgewicht vrije stijl (-57 kg) (m) | Brons    |

Afghanistan · Albanië · Algerije · Amerikaans-Samoa · Amerikaanse Maagdeneilanden · Andorra · Angola · Antigua en Barbuda · Argentinië · Armenië · Aruba · Australië · Azerbeidzjan · Bahama's · Bahrein · Bangladesh · Barbados · België · Belize · Benin · Bermuda · Bhutan · Bolivia · Bosnië en Herzegovina · Botswana · Brazilië · Britse Maagdeneilanden · Brunei · Bulgarije · Burkina Faso · Burundi · Cambodja · Canada · Centraal-Afrikaanse Republiek · Chili · China · Chinees Taipei · Colombia · Comoren · Congo-Brazzaville · Congo-Kinshasa · Cookeilanden · Costa Rica · Cuba · Cyprus · Denemarken · Djibouti · Dominica · Dominicaanse Republiek · Duitsland · Ecuador · Egypte · El Salvador · Equatoriaal-Guinea · Eritrea · Estland · Ethiopië · Fiji · Filipijnen · Finland · Frankrijk · Gabon · Gambia · Georgië · Ghana · Grenada · Griekenland · Groot-Brittannië · Guam · Guatemala · Guinee · Guinee-Bissau · Guyana · Haïti · Honduras · Hongarije · Hongkong · Ierland · IJsland · India · Indonesië · Irak · Iran · Israël · Italië · Ivoorkust · Jamaica · Japan · Jemen · Jordanië · Kaaimaneilanden · Kaapverdië · Kameroen · Kazachstan · Kenia · Kirgizië · Kiribati · Koeweit · Kosovo · Kroatië · Laos · Lesotho · Letland · Libanon · Liberia · Libië · Liechtenstein · Litouwen · Luxemburg · Madagaskar · Malawi · Malediven · Maleisië · Mali · Malta · Marokko · Marshalleilanden · Mauritanië · Mauritius · Mexico · Micronesië · Moldavië · Monaco · Mongolië · Montenegro · Mozambique · Myanmar · Namibië · Nauru · Nederland · Nepal · Nicaragua · Nieuw-Zeeland · Niger · Nigeria · Noord-Korea · Noord-Macedonië · Noorwegen · Oeganda · Oekraïne · Oezbekistan · Oman · Oost-Timor · Oostenrijk · Pakistan · Palau · Palestina · Panama · Papoea-Nieuw-Guinea · Paraguay · Peru · Polen · Portugal · Puerto Rico · Qatar · Roemenië · Rusland · Rwanda · Saint Kitts en Nevis · Saint Lucia · Saint Vincent en de Grenadines · Salomonseilanden · Samoa · San Marino · Saoedi-Arabië · Sao Tomé en Principe · Senegal · Servië · Seychellen · Sierra Leone · Singapore · Slovenië · Slowakije · Somalië · Spanje · Sri Lanka · Soedan · Suriname · Swaziland · Syrië · Tadzjikistan · Tanzania · Thailand · Togo · Tonga · Trinidad en Tobago · Tsjaad · Tsjechië · Tunesië · Turkije · Turkmenistan · Tuvalu · Uruguay · Vanuatu · Venezuela · Verenigde Arabische Emiraten · Verenigde Staten · Vietnam · Wit-Rusland · Zambia · Zimbabwe · Zuid-Afrika · Zuid-Korea · Zuid-Soedan · Zweden · Zwitserland
Historische landen: Bohemen · Bondsrepubliek Duitsland · Brits-Indië · Duitse Democratische Republiek · Joegoslavië · Malaya · Nederlandse Antillen · Noord-Borneo · Noord-Jemen · Saarland · Servië en Montenegro · Sovjet-Unie · Tsjecho-Slowakije · West-Indische Federatie · Zuid-Jemen
Bijzondere deelnames: Onafhankelijke olympische atleten · Vluchtelingenteam 
 Australazië · Duits Eenheidsteam · Gemengd team · Gezamenlijk Team